# Финска на Европском првенству у атлетици на отвореном 1934.
Финска је учествовала на 1. Европском првенству у атлетици на отвореном одржаном од 7. до 8. септембра 1934. на стадиону Бенито Мусолини у Торину у Италији. Била је једна од 23 земље учеснице. На овом првенству учествовали су само мушкарци.
Финску је представљало 20 атлетичара који су се такмичили у 14. дисциплина. У укупном пласману Финска је са 13 освојених медаља (5 златних, 4 сребрне и 4 бронзане) заузела 2 место од 15 земаља које су освајале медаље.
У табели успешности (према броју и пласману такмичара који су учествовали у финалним такмичењима (првих 8 такмичара)) Финска је са 18 учешћа у финалу заузела друго место са 106 бодова, од 18 земаља које су имале представнике у финалу.
| Пл. | Земља  | 1.     | 2.     | 3.     | 4.    | 5.    | 6.    | 7.    | 8.    | Бр. фин. Бод. |
| --- | ------ | ------ | ------ | ------ | ----- | ----- | ----- | ----- | ----- | ------------- |
| 8.  | Финска | 5 - 35 | 4 - 28 | 4 - 24 | 1 - 5 | 2 - 8 | 2 - 6 | 0 - 0 | 0 - 0 | 18 - 106      |

На такмичењу су оборени следећи рекорди: 1 светски, 1 европски, 5 европских првенстава и 2 национална и 7 личних рекорда.

## Учесници
| Дисциплина    | Спортисти                      | Спортисти |
| Дисциплина    | Мушкарци                       |           |
| ------------- | ------------------------------ | --------- |
| 400 м         | Борје Страндвал                |           |
| 1.500 м       | Марти Матилајнен               |           |
| 5.000 м       | Илмари Салминен Лаури Виртанен |           |
| 10.000 м      | Арво Аскола Илмари Салминен²   |           |
| Маратон       | Армас Тојвонен Ојва Екхолм     |           |
| 110 м препоне | Бенгт Сјестедт                 |           |
| 400 м препоне | Акилес Јервинен                |           |
| 50 км ходање  | Хјалмар Руотсалајнен           |           |

| Дисциплина     | Спортисти                    | Спортисти |
| Дисциплина     | Мушкарци                     |           |
| -------------- | ---------------------------- | --------- |
| Скок увис      | Калеви Коткас Вејко Перасало |           |
| Скок мотком    | Јон Линдрот                  |           |
| Троскок        | Они Рајасари Тојво Појри     |           |
| Бацање кугле   | Ристо Кунтси                 |           |
| Бацање диска   | Калеви Коткас²               |           |
| Бацање кладива | Виле Перхеле Суло Перни      |           |
| Бацање копља   | Мати Јервинен Мари Сипала    |           |

## Освајачи медаља

### Злато
1. Илмари Салминен — 10.000 м

2. Армас Тојвонен — маратон

3. Калеви Коткас — скок увис

4. Виле Перхеле — бацање кладива

5, Мати Јервинен — бацање копља

### Сребро
1. Арво Аскола — 10.000 м 

2. Акилес Јервинен — 400 м препоне

3. Ристо Кунтси — кугла 

4. Мати Сипала — копље

### Бронза
1. Илмари Салминен — 5.000 м

2. Вејко Пересало — скок увис

3. Јон Линдрот — скок мотком

4. Они Рајасари — троскок

## Резултати

### Мушкарци
| Атлетичар            | Дисциплина     | Лични рекорд       | Квалификације         | Квалификације | Полуфинале           | Полуфинале           | Финале               | Финале | Детаљи |
| Атлетичар            | Дисциплина     | Лични рекорд       | Резултат              | Место         | Резултат             | Место                | Резултат             | Место  | Детаљи |
| -------------------- | -------------- | ------------------ | --------------------- | ------------- | -------------------- | -------------------- | -------------------- | ------ | ------ |
| Борје Страндвал      | 400 м          | 48,1               | 49,2                  | 3. у гр. 3    |                      |                      | Није се квалификовао | 8 / 13 | [ 2 ]  |
| Марти Матилајнен     | 1.500 м        |                    | 4:19,0                | 2. у гр. 3 КВ | 3:59,6 ЛР            | 6 / 14               | [ 2 ]                |        |        |
| Лаури Виртанен       | 5.000 м        | 14:17,0 СР, ЕР, НР |                       |               | 14:47,6              | 4 / 13               | [ 2 ]                |        |        |
| Илмари Салминен      | 5.000 м        |                    | 14:43,6               |               | [ 2 ]                |                      |                      |        |        |
| Илмари Салминен      | 10.000 м       |                    | 31:02,6 РЕП           |               | [ 2 ]                |                      |                      |        |        |
| Арво Аскола          | 10.000 м       | 31:02,2            | 31:03,2               |               | [ 2 ]                |                      |                      |        |        |
| Армас Тојвонен       | маратон        | 2.32:12,0          | 2.52:29,0 РЕП         |               | [ 2 ]                |                      |                      |        |        |
| Ојва Екхолм          | маратон        |                    | НЗ                    | НЗ            | [ 2 ]                |                      |                      |        |        |
| Бенгт Сјестедт       | 110 препоне    |                    | НЗ                    | НЗ            | Није се квалификовао | Није се квалификовао | Није се квалификовао | БП     | [ 2 ]  |
| Акилес Јервинен      | 400 м препоне  |                    | 57,2                  | 4. у кв. КВ   |                      |                      | 53,7 НР              |        | [ 2 ]  |
| Хјалмар Руотсалајнен | 50 км ходање   |                    |                       |               |                      |                      | 5.40:12,8            | 6 / 8  | [ 2 ]  |
| Они Рајасари         | троскок        | 15,16              | 14,74                 |               | [ 2 ]                |                      |                      |        |        |
| Тојво Појри          | троскок        |                    | 14:47                 | 5 / 11        | [ 2 ]                |                      |                      |        |        |
| Вејко Пересало       | скок увис      | 2,05 НР            | 1,97                  |               | [ 2 ]                |                      |                      |        |        |
| Калеви Коткас        | скок увис      | 2,01               | 2,00 РЕП              |               | [ 2 ]                |                      |                      |        |        |
| Калеви Коткас        | бацање диска   | 49,64              | 42,50                 | 10 / 11       | [ 2 ]                |                      |                      |        |        |
| Јон Линдрот          | скок мотком    | 4.01 НР            | 3,60                  | 1—11. КВ      |                      |                      | 3,90                 |        | [ 2 ]  |
| Ристо Кунтси         | бацање кугле   | 15,57              |                       |               |                      |                      | 15, 19               |        | [ 2 ]  |
| Виле Перхеле         | Бацање кладива | 53,77 НР           | 50,34 РЕП             |               | [ 2 ]                |                      |                      |        |        |
| Суло Перни           | Бацање кладива |                    | 46,83                 | 5 / 11        | [ 2 ]                |                      |                      |        |        |
| Мати Јервинен        | Бацање копља   | 76,10 СР, НР       | 76,66 СР, ЕР, РЕП, НР |               | [ 2 ]                |                      |                      |        |        |
| Мари Сипала          | Бацање копља   | 70,54              | 69,97                 |               | [ 2 ]                |                      |                      |        |        |

## Скорашње везе
- Комплетни резултати ЕП 1934 на сајту ЕАА